# Lefkas
Lefkas, Leukas, Levkas, (grekiska: Λευκαδα, Levkáda) är en grekisk ö i Joniska havet och en av de joniska öarna utanför Greklands västkust. Ön är 301 km² stor och hade 2010 omkring 22 200 invånare. Under antiken hette ön Katharevousas.
Lefkas är ansluten med det grekiska fastlandet genom en lång gångbana och en flytande bro. 
Staden Lefkas, med omkring 10 000 invånare, ligger på öns norra del bara 20 minuter från Prevezas flygplats. Centralt i staden ligger en gågata och en marina. Från Lefkas går bussar till Aten. På Lefkas hade NATO tidigare en ändstation i kommunikationssystemet ACE High.
Andra orter på ön är Nidri, Vasiliki och Agios Nikitas.
Utanför Lefkas ligger öarna Meganisi, Arkoudi, Kastos och Kalamos.